# Long Black Veil
Long Black Veil è una canzone country scritta nel 1959 da Danny Dill e Marijohn Wilkin e originariamente registrata da Lefty Frizzell.
Il brano narra di un uomo prima accusato e poi impiccato a causa di un omicidio. L'uomo, innocente, decide di non fornire un alibi al giudice perché durante il delitto si trovava con la moglie del suo miglior amico, preferendo quindi morire piuttosto che svelare questo segreto. Il ritornello descrive le visite della donna alla tomba dell'amante avvolta in un lungo velo nero (da cui il titolo del brano).
Registrata per la prima volta a Nashville nel 1959 da Lefty Frizzell, il brano raggiunse la sesta posizione nella classifica Billboard's U.S. Country.
Nel corso degli anni è stata oggetto di numerose cover da parte di artisti country, folk e rock. Tra gli altri hanno eseguito la canzone Johnny Cash, The Band e Joan Baez. Nel 2006 è stata cantata da Bruce Springsteen durante il suo Seeger Sessions Band Tour.

## Pubblicazioni come singolo
- 1959 Lefty Frizzell, U.S. Country single numero 6
- 1974 Sammi Smith - U.S. Country single numero 26

## Pubblicazioni in album
Lista non completa
- 1962 The Kingston Trio, New Frontier - U.S. Pop album numero 16
- 1962 Burl Ives, The Versatile Burl Ives! - U.S. Pop album numero 35
- 1963 Joan Baez, Joan Baez in Concert, Part 2 - U.S. Pop album numero 7, U.K. album numero 15
- 1965 Johnny Cash, Orange Blossom Special - U.S. Pop album numero 49
- 1968 Johnny Cash, At Folsom Prison - U.S. Pop album numero 13, U.S. Country album numero 1, U.K. album numero 8
- 1968 The Band, Music from Big Pink - U.S. Pop album numero 30
- 1970 Joan Baez, One Day at a Time - U.S. Pop album numero 80
- 1972 New Riders of the Purple Sage, Gypsy Cowboy - U.S. Pop album numero 85
- 1983 John Anderson, Wild & Blue - U.S. Pop album numero 58
- 1986 Nick Cave and The Bad Seeds, - Kicking Against the Pricks
- 1995 The Chieftains (con Mick Jagger), The Long Black Veil - U.S. Pop album numero 22, U.K. album numero 17
- 1999 Mike Ness, Cheating at Solitaire - U.S. Pop album numero 80
- 1999 Dave Matthews Band, Listener Supported - U.S. Pop album numero 15